# Stenothyra deltae
Stenothyra deltae is een slakkensoort uit de familie van de Stenothyridae. De wetenschappelijke naam van de soort is voor het eerst geldig gepubliceerd in 1837 door Benson.